# اس‌اس گرسچرچ
اس‌اس گرسچرچ (به انگلیسی: SS Gracechurch) یک زیردریایی بود که طول آن ۳۲۰٫۴ فوت (۹۷٫۷ متر) و ارتفاع آن ۲۴٫۹ فوت (۷٫۶ متر) بود. این زیردریایی در سال ۱۹۳۰ ساخته شد.